# ヨランデ・ジョビン
エリカ・クラフト（フランス語: Yolande Jobin、1930年5月30日 - 2010年10月11日）は、イギリス、ロンドン出身、スイスのフィギュアスケート選手（女子シングル）。1952年オスロオリンピックスイス代表。

## 主な戦績
| 大会/年      | 1949-50 | 1950-51 | 1951-52 | 1952-53 |
| ------------ | ------- | ------- | ------- | ------- |
| オリンピック |         |         | 18      |         |
| 世界選手権   |         | 17      | 18      | 17      |
| 欧州選手権   | 12      | 11      | 13      |         |
| スイス選手権 |         | 1       |         |         |